# Telecom 1A
O Telecom 1A foi um satélite de comunicação geoestacionário francês construído pela British Aerospace (BAe). Ele esteve localizado na posição orbital de 8 graus de longitude oeste e era operado pela France Telecom. O satélite foi baseado na plataforma ECS-Bus e sua expectativa de vida útil era de 7 anos. O mesmo saiu de serviço em abril e 1992.

## História
O primeiro satélite Telecom, o Telecom 1A, foi lançado por um foguete Ariane em agosto de 1984. Operado pela France Telecom sob o patrocínio do governo, o Telecom 1A fornecia serviços via satélite para usuários civis e militares através de doze transponders ativos e cinco reserva operacional em 6/4 GHz (quatro transponders), 14/12 GHz (seis transponders) e 8/7 GHz (dois transponders de banda X). As últimas unidades forneciam a caraga Syracuse (Systeme de Radio Communications Utilisant un Satellite) canais militares seguras para o Ministério da Defesa francês.
O satélite Telecom 1A foi projetado e fabricado pela Matra com o pacote de comunicações fornecido pela Alcatel Space. No início de sua vida útil de 7 anos, o mesmo tinha uma massa de cerca de 700 kg e capacidade de energia elétrica inicial era de 1,2 kW, fornecida por dois painéis solares estreitos com uma extensão total de 16 m. A plataforma foi derivado do programa antecessor ECS em que a Matra era um subcontratado da British Aerospace. Um total de três satélites de telecomunicações, foram lançados (1984, 1985, 1988). Só o Telecom 1C permaneceu operacional no final de 1994 e estava estacionado em 3 graus de longitude leste depois de ter sido transferido de 5 graus oeste, no outono de 1992.

## Lançamento
O satélite foi lançado com sucesso ao espaço no dia 4 de agosto de 1984, por meio de um veículo Ariane 3, lançado a partir do Centro Espacial de Kourou, na Guiana Francesa, juntamente com o satélite ECS-2.

## Capacidade e cobertura
O Telecom 1A era equipado com 6 (mais 3 de reserva) transponders em banda Ku, 4 (mais 2 de reserva) em banda C e 2 em banda X que prestavam serviços telecomunicações à França.